# St. Pankratius (Reiste)

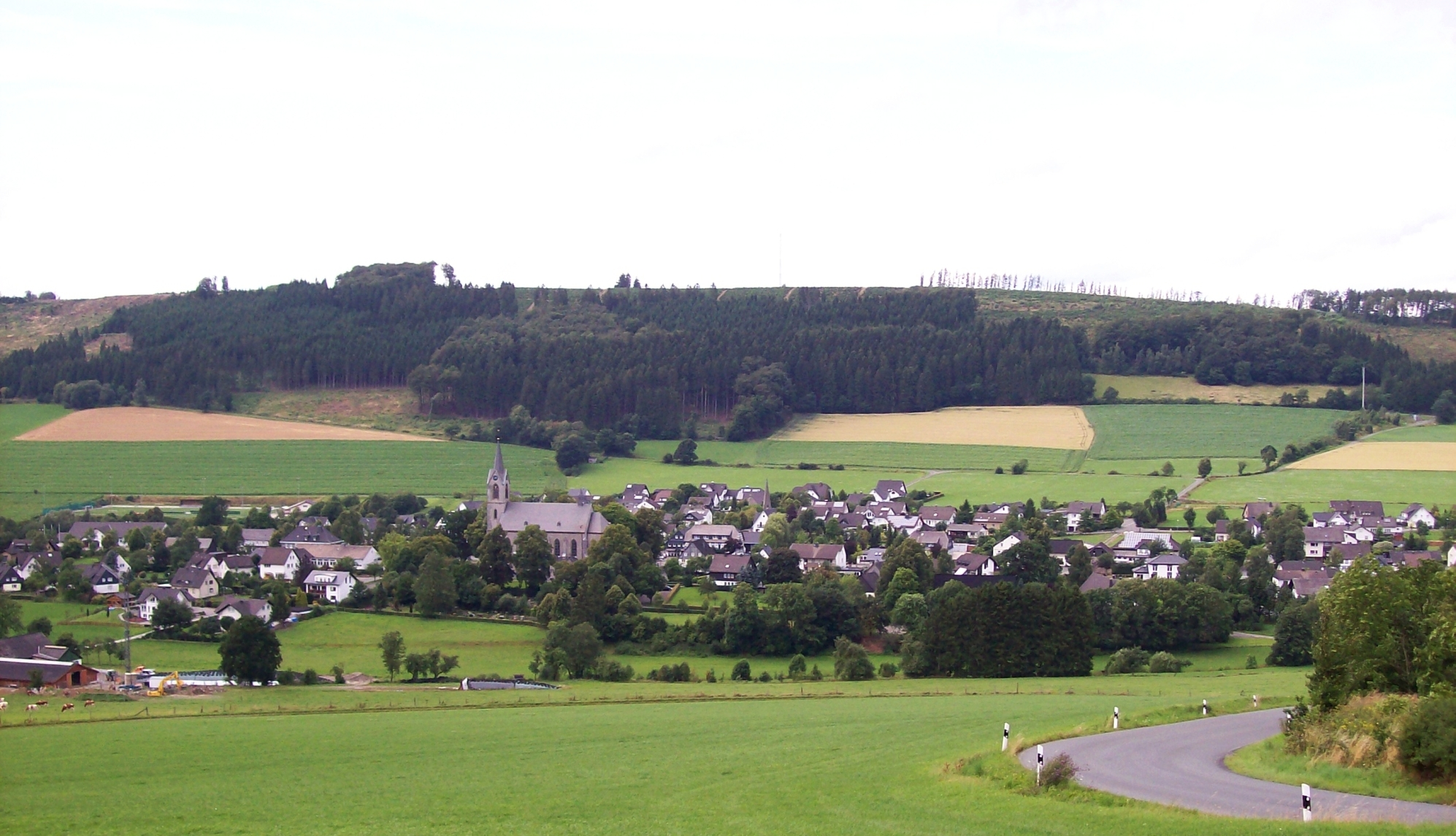
Die Pfarrkirche inmitten des Ortes

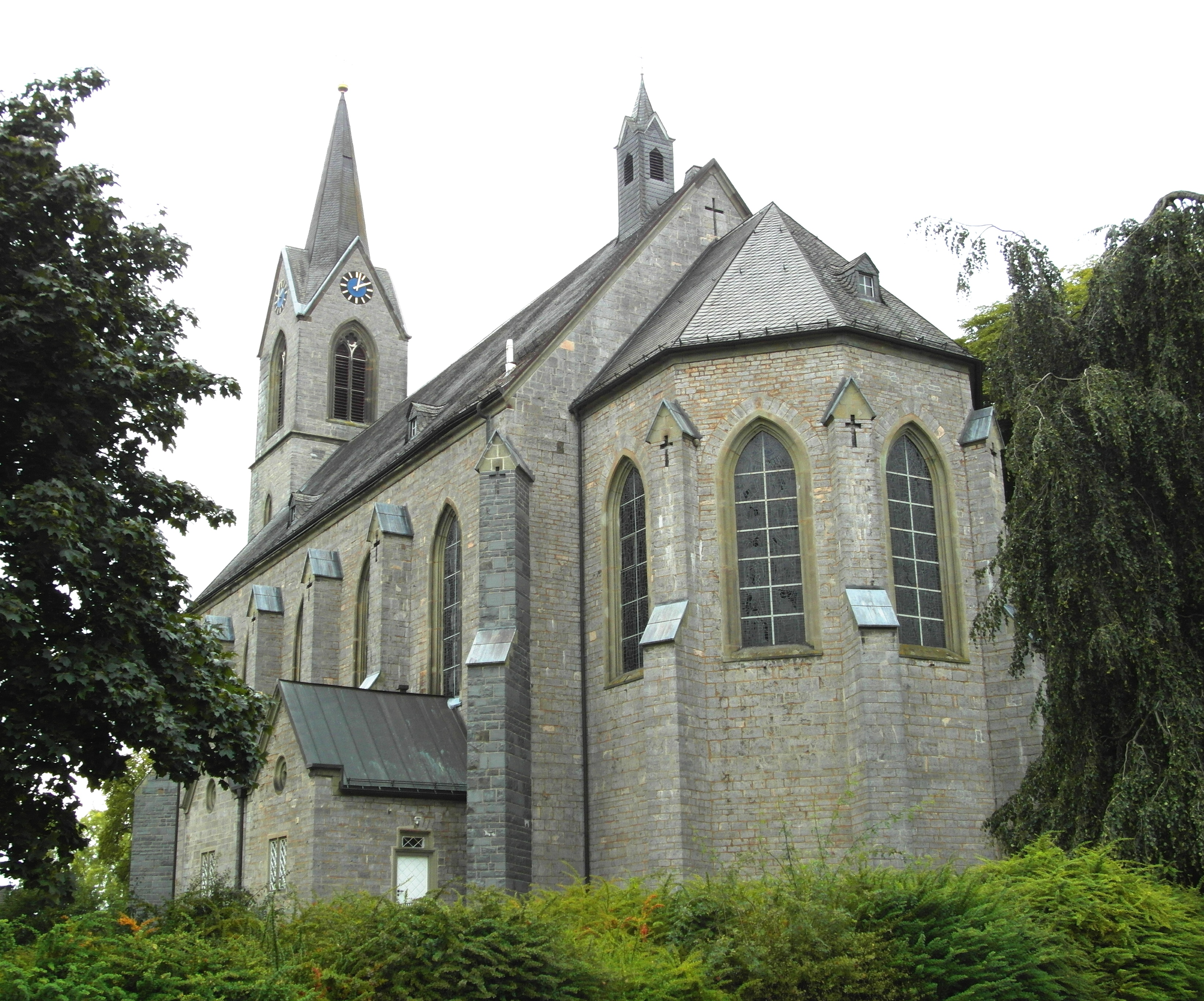
Außenansicht von St. Pankratius

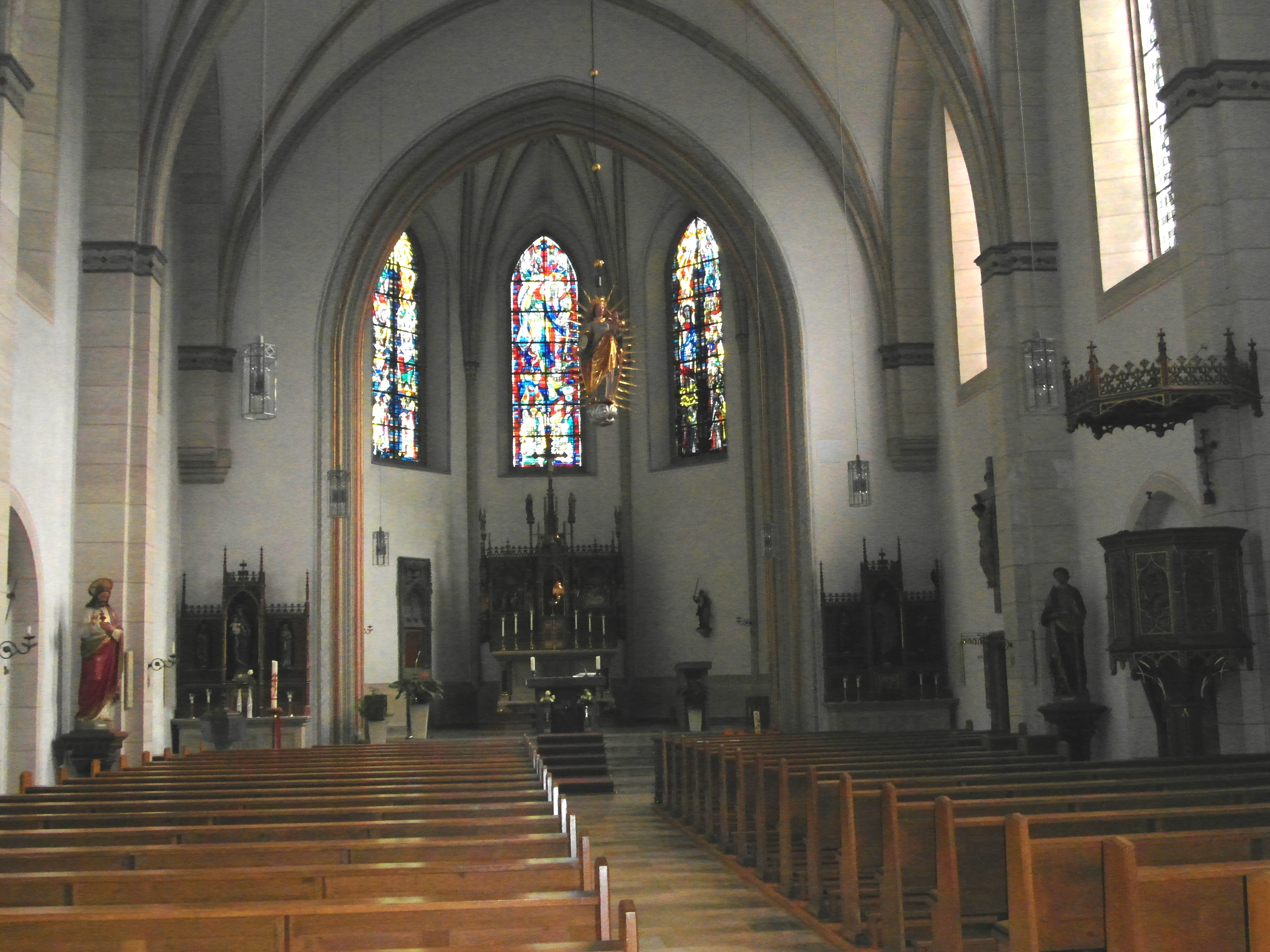
Innenraum der Pfarrkirche

Die katholische Pfarrkirche St. Pankratius ist ein denkmalgeschütztes Kirchengebäude in Reiste, einem Ortsteil von Eslohe im Hochsauerlandkreis (Nordrhein-Westfalen). Das Gebäude im neugotischen Stil steht an der Bundesstraße 55 zwischen der Hennetalsperre und Eslohe. Die Gemeinde gehört zum Pastoralverbund Esloher Land im Erzbistum Paderborn.

## Geschichte und Architektur
Die Vorgängerkirche stand etwas weiter unterhalb des heutigen Standorts, sie stammte im Ursprung von 12. Jahrhundert. Ein Anbau wurde 1756 angefügt. Wegen Einsturzgefahr wurde sie 1835 abgebrochen. Bis 1852 diente eine Scheune der Familie von Weichs als Notkirche. Da die Versprechungen und Verträge zur Finanzierung von der staatlichen Seite nicht eingehalten wurden, mussten diese Probleme durch jahrelange Prozesse gelöst werden. Es entstanden hohe Kosten, die von der Kirchengemeinde zu tragen waren. Der einschiffige, neugotische Werksteinbau wurde von 1849 bis 1852 nach Plänen des Architekten Friedrich Heinrich Kronenberg errichtet, die Grundsteinlegung erfolgte am 25. Juli 1849. Der mächtige Turm ist ortsbildprägend. Pastor Johannes Schulte aus Reiste weihte die Kirche am 14. November 1852 ein. Im selben Jahr begann die Orgelbaufirma Anton Fischer aus Beckum mit dem Bau der Orgel, die 1854 aufgestellt und eingeweiht wurde. Restauriert wurde das Instrument 1973. Der Kölner Bildhauer Richard Moest fertigte 1881 den Hochaltar und 1885 die beiden Seitenaltäre an. Ebenfalls im Jahr 1885 schuf der Oelder Bildhauer C. Brockmann die Pietà. Der Paderborner Weihbischof Augustinus Gockel konsekrierte das Gebäude am 7. September 1890. Die zwölf Fenster konnten 1913 ersetzt werden.
Eine Reparatur des Kirchturms wurde 1928 erforderlich. Von 1939 bis 1942 malte Franz Schrudde aus Bochum den Innenraum aus, das gotische Sakramentshäuschen kam in die Chorwand. Bei notwendigen Renovierungsmaßnahmen wurden im Zweiten Weltkrieg entstandene Schäden am Turm und am Chor behoben, die Dacheindeckung wurde erneuert, und es wurden neue Fenster angeschafft. Von 1962 bis 1968 wurde das gesamte Gebäude in vier Bauabschnitten umfangreich saniert, die Sakristei wurde erweitert und der Chorraum neu gestaltet. Die letzte große Renovierung fand von 1992 bis 1999 statt. Nach dem zweiten vatikanischen Konzil wurde der Innenraum in den Jahren 1962 bis 1965 eher schlicht gehalten. In den 1990er Jahren wurden der restaurierte Hochaltar und die Seitenaltäre wieder an ihren früheren Plätzen aufgestellt. Eines der wenigen älteren Ausstattungsstücke ist ein Holzrelief der Heiligen Sippe von 1520. Es ist wohl der Werkstatt des Petrus von Kolshusen zuzuschreiben. In späterer Zeit wurde es modern gefasst. Teile der Orgel stammen von 1633.

## Orgel
Die Orgel geht in Teilen zurück auf ein Instrument, das im Jahre 1633 für die Kirche des Benediktinerklosters Grafschaft erbaut wurde. Dieses Instrument hatte wohl 10 Register auf einem Manual mit angehängtem Pedal und war in einem Renaissance-Gehäuse untergebracht. Um das Jahr 1740 wurde das Instrument in der alten Reister Kirche aus dem 12. Jahrhundert aufgebaut, und nach deren Schließung im Jahre 1835 in einer Scheune zwischengelagert, die damals auch als Notkirche diente.
Nach Errichtung der heutigen Kirche wurde der Orgelbauer Anton Fischer (Beckum) mit dem Bau einer neuen Orgel beauftragt; in dem neuen instrument sollte das gesamte alte Pfeifenmaterial von 1633 wiederverwendet werden. Die neue Orgel wurde von 1852 bis 1858 errichtet. 8 Register aus der Orgel von 1633 wurden wiederverwendet, und weitere drei Register unbekannter Herkunft, sowie 13 Register neu gebaut. 1958 wurde ein neugotischer Prospekt nach Vorgaben des Bildhauers Veltmann (Münster) geschaffen. 1972/73 wurde die Orgel von der Orgelbauwerkstatt Franz Breil (Dorsten) grundlegend umgebaut. Der neugotische Prospekt wurde durch ein neues Gehäuse ersetzt, das sich an dem barocken Werksprinzip orientierte und der Pfeifenstellung der Orgel von 1633 nahekommen sollte. 2015 wurde die Orgelbaufirma Eule (Bautzen) mit einer Restaurierung und Rückführung des Instruments in den historischen Kontext von 1854 beauftragt. Zu diesem Zweck wurden u. a. auch das Orgelgehäuse mit seinem neugotischen Prospekt neu gebaut, und der Spieltisch wieder seitlich angebracht. 2018 konnte das Instrument wieder eingeweiht werden.
| I Hauptwerk C–g3 |                 |        |
| 01.              | Bordun          | 16’    |
| 02.              | Principal       | 08’    |
| 03.              | Gedackt         | 08’    |
| 04.              | Gemshorn        | 08’    |
| 05.              | Viola da Gamba0 | 08’    |
| 06.              | Octav           | 04’    |
| 07.              | Duesflöte       | 04’    |
| 08.              | Quinte          | 02 ⁄3’ |
| 09.              | Octav           | 02’    |
| 10.              | Sesquialter II  |        |
| 11.              | Mixtur IV-V     | 02’    |
| 12.              | Zimbel II       | 01’    |
| 13.              | Trompete        | 08’    |

| II Positiv C–g3 |              |    |
| 14.             | Hohlflöte    | 8’ |
| 15.             | Traversflöte | 8’ |
| 16.             | Salicional   | 8’ |
| 17.             | Octav        | 4’ |
| 18.             | Duiflöte     | 4’ |
| 19.             | Octav        | 2’ |
| 20.             | Flageolet    | 2’ |
| 21.             | Vox humana   | 8’ |

| Pedalwerk C–f1 |              |         |
| 22.            | Violonbaß    | 16’     |
| 23.            | Subbaß       | 16’     |
| 24.            | Principalbaß | 08’     |
| 25.            | Quintbaß     | 05 1⁄3’ |
| 26.            | Octavbaß     | 04’     |
| 27.            | Posaunenbaß  | 16’     |
| 28.            | Trompete     | 08’     |
| 29.            | Clarinet     | 02’     |

- Koppeln: Manualkoppel, Pedalkoppel
- Spielhilfen: Tremulant

## Glocken
Neue Glocken wurde 1899 angeschafft, zu Rüstungszwecken mussten 1917 drei kleine Glocken abgeliefert werden, sie wurden 1923 durch zwei neue ersetzt. Im Jahr 1943 wurden wiederum die Bronze-Glocken eingezogen, 1947 konnten von der Glockengießerei Heinrich Humpert in Brilon vier neue Glocken gegossen werden.